# Annie Speirs
Annie Coupe Speirs, född 14 juli 1889 i Liverpool, död 26 oktober 1926 i Liverpool, var en brittisk simmare.
Speirs blev olympisk guldmedaljör på 4 x 100 meter frisim vid sommarspelen 1912 i Stockholm.